# Derk Jan van der Wijck
Pour les articles homonymes, voir Wijck.
Derk Jan van der Wijck, né le 22 avril 1760 à Markelo et mort le 9 décembre 1847 à Oosterhesselen, est un homme politique néerlandais.

## Biographie
Cet avocat, diplômé de l'université de Leyde et important propriétaire terrien, participe à la Révolution batave, dans les années 1780, dans la région néerlandaise de Drenthe. Après l'échec de la Révolution, il est condamné à l'exil en décembre 1787.
Membre du comité révolutionnaire de Drenthe en 1794, il est élu à l'assemblée provisoire de la province le 14 avril 1795 puis député de Zweeloo à la première Assemblée nationale de la République batave, en janvier 1796. Il n'est pas réélu en 1797 et n'occupe plus ensuite que quelques responsabilités dans la province de Drenthe.